# Koidma
Koordinaten: 58° 59′ N, 22° 37′ O
Koidma ist ein Dorf (estnisch küla) in der Landgemeinde Hiiumaa (2013 bis 2017: Landgemeinde Hiiu, davor Landgemeinde Kõrgessaare) auf der zweitgrößten estnischen Insel Hiiumaa (deutsch Dagö).

## Beschreibung
Koidma hat fünf Einwohner (Stand 31. Dezember 2011).
Der Ort liegt 8 Kilometer nordwestlich der Inselhauptstadt Kärdla.